# Vladimir Durković
Vladimir Durković (Gjakova, 6 novembre 1937 – Sion, 22 giugno 1972) è stato un calciatore jugoslavo, di ruolo difensore.
Muore nel 1972 a Sion all'età di 34 anni, ucciso per errore da un poliziotto.

## Carriera

### Club
Debutta da professionista nel 1955 con la Stella Rossa di Belgrado, cui legherà il proprio nome per undici stagioni, vincendo cinque campionati della RSF di Jugoslavia, tre Coppe di Jugoslavia e la Mitropa Cup 1958.
Nell'estate del 1966 si trasferisce in Germania al Borussia Mönchengladbach dove gioca 10 incontri.
All'inizio del campionato 1967-1968 si trasferisce in Francia, al Saint-Étienne dove vince tre campionati francesi e due Coppe di Francia.
Nel 1971 si trasferisce in Svizzera, al Sion.
Con la Nazionale jugoslava vanta 50 presenze, e la partecipazione agli Europei del 1960, ai Giochi olimpici di Roma, dove vince la medaglia d'oro, e ai Mondiali del 1962, chiusi al quarto posto.

## Palmarès

### Club

#### Competizioni nazionali
- Campionato jugoslavo: 5

Stella Rossa: 1955-1956, 1956-1957, 1958-1959, 1959-1960, 1963-1964
- Coppa di Jugoslavia: 3

Stella Rossa: 1957-1958, 1958-1959, 1963-1964
- Campionato francese: 3

Saint-Etienne: 1967-1968, 1968-1969, 1969-1970
- Coppa di Francia: 2

Saint-Etienne: 1967-1968, 1969-1970
- Supercoppa francese: 1

Saint-Étienne: 1969

#### Competizioni internazionali
- Coppa Mitropa: 1

Stella Rossa: 1958

### Nazionale
- Oro olimpico: 1

Roma 1960